# 劳拉·瓦莱特
劳拉·瓦莱特（法語：Laura Valette，1997年2月16日—）生于圣埃尔布兰，是一名法国女子田径运动员，主攻跨栏，曾就读于南特大学。她的父母都是体育教师，哥哥和姐姐也都从事田径运动，她也在七岁时受家人影响开始练习田径。最初她练习越野跑，13岁时她受一位美国教练的邀请，开始改练跨栏。2015年，她开始师从Richard Cursaz教练，2019年她成功在女子100公尺跨栏项目上进入13秒大关。